# 임아영
임아영은 대한민국의 성우이다. 1994년 KBS에 입사했으며, 현재는 KBS 24기이다. 한국방송 성우극회 소속.

## 특기사항
KBS 5기 성우 임종국의 자녀다.

## 주요 출연작품

### 애니메이션
- 우주가족 젯슨 (SBS) - 테디

### 영화
- 34번가의 기적 (KBS)
- 굿 윌 헌팅 (KBS) - 리디아(제니퍼 데더)
- 굿바이 레닌 (KBS) - 어린 아리아네(제레나 크라츠)
- 아트 오브 워 (SBS)
- 이완 맥그리거의 인질 (KBS)
- 취권 2 (SBS) - 외국인(테레제 르네)
- 커리지 언더 파이어 (KBS)

### 방송
- KBS 무대 10년(끝은 희망) (KBS 제2라디오)
- KBS 무대 10년(외딴방) (KBS 제2라디오)

### 더빙연출
- 아이 엠 러브 (채널 A)